# Stara Synagoga w Żychlinie
Stara Synagoga w Żychlinie – dawna główna synagoga żychlińskiej gminy żydowskiej znajdująca się przy ulicy Zdrojowej.
Synagoga została zbudowana na przełomie XVIII i XIX wieku i przebudowana w roku 1850. Zastąpiła najstarszy żychliński dom modlitw, datowany na trzecią dekadę XVIII wieku.
Drewniany budynek synagogi wzniesiono na planie prostokąta o wymiarach 15,5 m × 14,6 m. Pierwotna forma jest nieznana – nie zachowała się na ten temat jakakolwiek dokumentacja, natomiast wygląd synagogi po przebudowie jest doskonale znany. Miała formę zwartej bryły, w której mieściły się wszystkie pomieszczenia. Sala modlitewna dla mężczyzn usytuowana była na parterze, natomiast babiniec (sala dla kobiet) mieściła się na piętrze, nad przedsionkiem. Prowadziły do niej oddzielne schody od frontu. Od południa i północy znajdowały się prostokątne drzwi prowadzące do przedsionków. Na bocznych ścianach znajdowały się dwie pary wysokich okien – większych oświetlających główną salę modlitewną i mniejszych doświetlających babiniec. Synagoga pokryta była wysokim łamanym dachem pokrytym gontem.
W roku 1880 na jej miejscu stanęła nowa, murowana synagoga.